# Perdiu boscana gorja-roja
La perdiu boscana gorja-roja (Arborophila rufogularis) és una espècie d'ocell de la família dels fasiànids (Phasianidae) que habita al pis inferior de la selva humida i altres zones boscoses de les terres altes del nord de l'Índia, sud-oest de la Xina, Myanmar, nor-oest de Tailàndia, nord i centre de Laos i nord i centre del Vietnam.